# LGM-25C Titan II
Pour les articles homonymes, voir Titan.
Le LGM-25C Titan II est un missile balistique intercontinental conçu et mis au point par la Glenn L. Martin Company pour l'US Air Force. Ce successeur du missile Titan I d'une portée de 10 000 km est capable de lancer une charge deux fois plus lourde que son prédécesseur et contrairement à ce dernier utilise des ergols dits « stockables ».

## Historique
Pour un article plus général, voir Histoire du missile balistique.
Jusqu'à 63 missiles ont été déployés sur le territoire des États-Unis contigus entre 1963 et 1987. Avec leur ogive W53 de 9 mégatonnes, ils sont les missiles ayant la plus puissante force de destruction fabriqués aux États-Unis.
Certains de ces missiles ont été reconvertis en lanceurs Titan pour placer en orbite les engins spatiaux de la NASA, notamment les vaisseaux du programme Gemini, des satellites météorologiques de la NOAA et de l'US Air Force notamment les Defense Meteorological Satellite Program (DMSP), cette famille effectua 220 vols de 1959 à 2005.

## Développement

### La version précédente: le Titan 1
Au milieu des années 1950, les États-Unis développent leurs premiers missiles balistiques intercontinentaux. L’Armée de l'Air américaine décide de lancer en 1955 en parallèle le développement des missiles SM-68 Titan et Atlas : l'objectif est de disposer d'une solution de rechange au cas où le développement de l'Atlas, à la conception audacieuse, échouerait. Le constructeur est la société Glenn L. Martin Company qui deviendra par la suite Martin Marietta avant d'être absorbé dans Lockheed-Martin. Le missile Titan comporte contrairement à l'Atlas deux étages propulsés par des moteurs Aerojet LR-87 brûlant un mélange de RP-1 (kérosène) et d'oxygène liquide. Le missile haut de 26 mètres et d'une masse de 100 tonnes est capable de lancer une bombe atomique unique de 4 mégatonnes à  15 000 km. Le premier étage a un diamètre de 3,05 mètres qu'on retrouvera sur toutes les versions ultérieures. Le deuxième étage a un diamètre de 2,06 mètres qui ne sera pas reconduit dans les versions suivantes. Le missile est guidé depuis le sol : un ordinateur installé dans un bunker calcule les corrections de trajectoire qui sont transmises par radio. Le missile est déployé à compter de 1962 dans des silos à une cinquantaine d'exemplaires mais est retiré du service dès 1965 car l'utilisation de l'oxygène liquide, qui entraine un délai de lancement de 20 minutes, le rend rapidement obsolète pour les besoins militaires.

### Développement de la version Titan II
Alors que le missile Titan I était encore dans une phase de test, le développement de son remplaçant, le missile Titan II, est entamé. L'objectif est de réduire de manière significative le délai de lancement de 15 à 20 minutes imposé par le remplissage des réservoirs d'oxygène liquide et de supprimer également les risques d'explosion. Le nouveau missile reprend la configuration du Titan I mais ses moteurs utilisent de nouveaux ergols hypergoliques qui peuvent être stockés dans les réservoirs à température ambiante, supprimant la nécessité d'un remplissage avant le lancement. Les moteurs LR-87 sont légèrement modifiés pour brûler un mélange de peroxyde d'azote et d'aérozine 50 en gagnant en poussée (965 kN au lieu de 647 kN au niveau du sol pour les deux moteurs du premier étage) et en masse (739 kg au lieu de 839 kg). La longueur est identique à celle du Titan I (27 mètres de long mais le diamètre du second étage est désormais identique à celle du premier étage c'est-à-dire 3,05 mètres de diamètre). La masse du missile Titan II passe à 149,5 tonnes soit une augmentation de 50%. Le nouveau missile peut lancer une tête nucléaire de 3,7 tonnes d'une puissance de 9 mégatonnes. Titan II, contrairement à son prédécesseur qui est radiocommandé, est piloté de manière autonome grâce à un système de navigation inertielle utilisant des gyroscopes. Le missile, qui sera le plus gros mis en œuvre par les États-Unis, sera déployé dès 1962 à une cinquantaine d'exemplaires avant d'être complètement retiré du service en 1982.
Le premier vol du Titan II eut lieu en mars 1962 et le missile, alors désigné LGM-25C, a atteint sa capacité opérationnelle initiale en octobre 1963. Le Titan II disposait d'une ogive nucléaire W-53 contenue dans un véhicule de rentrée Mark 6, avec une portée d'environ 16 000 kilomètres (9 900 milles ; 8 700 milles nautiques). L'ogive W-53 avait une puissance de 9 mégatonnes. Cette ogive était guidée sur son objectif par une centrale inertielle. Les 54 Titan II déployés ont constitué l'épine dorsale de la force de dissuasion américaine jusqu'au déploiement massif de l'ICBM LGM-30 Minuteman durant la première moitié des années 1960.
Douze Titan II volèrent au milieu des années 1960 dans le cadre du programme spatial piloté Gemini mis en œuvre par la NASA.

## Les tirs d'essai
Le premier lancement du Titan II, Missile N-2, a lieu le 16 mars 1962, à partir du LC-16 (Launch Complex 16), à Cap Canaveral. Ce tir d'essai se déroule sans difficultés, le missile parcourt 8 046 kilomètres (5 000 milles) et dépose son véhicule de rentrée à l'endroit prévu, à proximité de l'île de l'Ascension. Le seul problème est l'existence d'un taux élevé de vibrations longitudinales durant le fonctionnement du premier étage. Ces vibrations ne sont pas un motif de souci pour l'armée de l'air, mais inquiètent les responsables de la NASA. Ceux-ci pensent en effet que ce phénomène pourrait s'avérer nuisible pour les astronautes à l'occasion des vols pilotés du programme Gemini.
Le second lancement, Missile N-1, a lieu le 7 juin 1962 à partir du LC-15. Le fonctionnement du premier étage est presque nominal, mais la poussée du second étage est inférieure à ce qui est prévu en raison d'une diminution dans l'alimentation du générateur de gaz. L'officier de sécurité commande l'arrêt des moteurs du second étage, ce qui cause une séparation prématurée du véhicule de rentrée, dont l'impact a en conséquence lieu bien avant l'endroit prévu.
Le troisième lancement, Missile N-6, le 11 juillet 1962, est un succès complet.
Mis à part l'effet pogo (surnom donné par les ingénieurs de la NASA au phénomène de vibrations, puisque celles-ci ressemblent au comportement d'un bâton sauteur (« pogo stick »)), le Titan II doit faire face à des problèmes inévitables chez une fusée neuve. Le test du 25 juillet 1962 (Véhicule N-4) est initialement prévu pour le 27 juin 1962, mais est repoussé d'un mois quand le moteur droit du Titan montre une instabilité de combustion sévère au moment de la mise à feu. Cet évènement cause la séparation d'avec le premier étage de toute la chambre de combustion, laquelle chute dans le carneau (déflecteur de jet) et finit sa course à environ 7 mètres de la table de lancement (l'ordinateur interne du Titan a coupé les moteurs au moment de la perte de poussée). L'origine du problème est identifiée : de l'alcool à nettoyer avait été laissé par négligence dans le moteur. Un nouveau lot de moteurs est commandé à Aerojet, et le missile décolle du LC-16 dans la matinée du 25 juillet. Le vol se déroule selon le plan tant que fonctionne le premier étage, mais le second étage présente à nouveau des anomalies de fonctionnement quand la pompe hydraulique tombe en panne et quand la poussée chute d'environ 50 %. L'ordinateur compense en faisant fonctionner le moteur pendant 111 secondes supplémentaires, jusqu'à l'épuisement des propergols. Comme l'ordinateur n'avait pas ordonné l'arrêt des moteurs, le véhicule de rentrée ne se sépare pas du deuxième étage et ne réalise donc pas son vol balistique. L'impact a lieu à 2 400 kilomètres (1 500 milles) du site de lancement, c'est-à-dire à la moitié de la distance prévue.
Les trois tirs suivants - Missiles N-5 (12 septembre), N-9 (12 octobre) et N-12 (26 octobre) - sont entièrement couronnés de succès. Toutefois le lancinant problème posé par l'effet pogo demeure et le premier étage ne peut être utilisé pour des vols pilotés tant qu'il n'est pas résolu. Martin-Marietta ajoute donc au sein du premier étage une canalisation munie d'un suppresseur de surpression dans la conduite d'alimentation de l'oxydant, mais quand le système est testé sur le Titan N-11 le 6 décembre, le résultat est en fait une aggravation de l'effet pogo dans le premier étage. Il s'ensuit une vibration si forte que la poussée devient instable et prend fin trop tôt. Le second étage débute alors sa combustion mais, en raison des vitesse et position incorrectes au moment de la séparation, le système de guidage dysfonctionne et provoque une trajectoire de vol instable. L'impact a lieu à seulement 1 100 kilomètres (700 milles) du site de lancement.
La fusée N-13 est lancée 13 jours plus tard sans système anti-surpression. La pression est augmentée dans les réservoirs de propergols du premier étage, ce qui réduit les vibrations. De plus, les conduites d'alimentation de l'oxydant sont constituées d'aluminium au lieu d'acier. Toutefois, l'origine exacte de l'effet pogo demeure floue et constitue un problème irritant pour la NASA.
Le dixième vol du Titan II (fusée N-15) a lieu le 10 janvier 1963. Il s'agit du seul tir de nuit réalisé pendant les tests. Le problème posé par l'effet pogo est largement réduit pendant ce vol, mais le second étage perd à nouveau de la poussée en raison d'une diminution dans l'alimentation du générateur de gaz. Il ne parcourt donc que la moitié du trajet prévu. La cause des précédents problèmes affectant le second étage avait été attribuée à l'effet pogo, mais cela ne pouvait pas être le cas pour le N-15. L'instabilité de combustion était encore un problème et ceci fut confirmé par des tests statiques de mise à feu menés par Aerojet. Ceux-ci montrèrent que les moteurs LR-91 à propergols liquides avaient des difficultés à atteindre une combustion régulière après le choc provoqué par le démarrage.
Les efforts réalisés pour permettre au Titan II d'accueillir des astronautes allaient également à l'encontre du fait que l'armée de l'air était chargée de son développement, et pas la NASA. Le but principal de l'armée de l'air n'était pas de développer une fusée pour le projet Gemini, mais un système de missiles. Les militaires s'intéressaient aux améliorations techniques du premier étage uniquement dans la mesure où celles-ci présentaient un intérêt pour leur programme. Le 29 janvier 1963, la Division des Systèmes Balistiques (Air Force Ballistic Systems Division -BSD-) de l'armée de l'air déclara que l'effet pogo avait été suffisamment réduit dans le Titan pour permettre à celui-ci d'être utilisé en tant que missile balistique intercontinental (ICBM) et que toute autre amélioration était inutile. L'augmentation de la pression dans les réservoirs de propergol avait certes permis de réduire la vibration, mais elle avait également ajouté des charges structurelles dangereuses sur le Titan ; dans tous les cas de figure, les résultats n'étaient donc pas satisfaisants du point de vue de la NASA. Tandis que le BSD cherchait un moyen d'aider la NASA, on décida finalement qu'une nouvelle réduction de l'effet pogo ne valait pas le temps, les ressources et le risque nécessaires pour l'atteindre et que le programme ICBM avait la priorité.
Le programme de développement du Titan II connaît une défaillance sévère durant la première moitié de 1963. Le 16 février, le missile N-7 est lancé d'un silo situé sur la base aérienne de Vandenberg en Californie et dysfonctionne presque immédiatement après le décollage. Un cordon ombilical ne se sépare pas nettement et arrache les câblages électriques du second étage. Ceci non seulement coupe l'alimentation électrique du système de guidage, mais de plus empêche l'activation des charges explosives de sécurité. Le missile décolle affecté d'un roulis incontrôlé et continu ; après environ 15 secondes, quand commence en principe le programme de contrôle du tangage et du roulis, il se dirige soudainement vers le sol. Les équipes de lancement sont prises de panique face à un missile qui non seulement est hors de contrôle, mais qui de plus ne peut pas être détruit et qui est susceptible de s'écraser dans une zone habitée. Heureusement, le vol incontrôlé du Titan prend fin lorsque le missile bascule sur lui-même, ce qui provoque la séparation du second étage d'avec le reste de la fusée. Le ISDS (Inadvertent Separation Destruct System) s'active alors et fait exploser le premier étage. La plupart des débris tombe en mer ou sur la plage ; le second étage demeure presque intact après son impact sur l'eau, bien que le réservoir de peroxyde d'azote a été perforé par des débris propulsés par la destruction du premier étage. Les équipages de la marine lancent une opération de récupération de l'ogive ainsi que du système de guidage. L'ogive est trouvée sur le fond marin et draguée avec des parties du second étage ; le système de guidage n'est pas retrouvé.
L'origine de l'accident résidait dans un défaut de conception du silo : l'espace y était trop réduit pour que les cordons ombilicaux se détachent correctement, ce qui a provoqué l'arrachage des câblages du Titan. Le problème est résolu en allongeant les cordons ombilicaux. Le vol est néanmoins considéré comme un succès « partiel », parce que le Titan est sorti du silo sans difficulté. Le roulis intempestif peut même avoir empêché un désastre plus grave puisqu'il a ajouté de la stabilité et ainsi évité que le missile heurte les parois du silo pendant son ascension.
Le 21 mars 1963, le missile N-18, lancé de Cap Canaveral, effectue un vol couronné de succès. Le vol du N-21 subit une nouvelle défaillance du second étage, après avoir été reporté durant plusieurs semaines en raison d'un nouveau cas de séparation des chambres de combustion avant le décollage. Ceci est suivi par le lancement le 27 avril, à partir de la base de Vandenberg, du missile N-8, dont le vol se déroule sans difficulté. Le missile N-14 (9 mai), lancé du complexe LC-16 au Cap Canaveral, subit un nouvel arrêt prématuré du second étage en raison d'une fuite dans le conduit d'oxydant. Les vols des missiles N-19 (13 mai) et N-17 (24 mai), lancés respectivement de Vandenberg et de Cap Canaveral, sont des succès, mais sur les 18 lancements de Titan II réalisés, seuls 10 avaient accomplis tous leurs objectifs. Le 29 mai, le missile N-20 est lancé du complexe LC-16 muni de nouveaux dispositifs anti-pogo. Malheureusement, le feu se déclare dans le premier étage peu après le décollage, ce qui provoque une perte de contrôle durant l'ascension. Le missile se dirige soudainement vers le sol et le second étage se sépare à T+52 secondes, déclenchant l'ISDS et donc la destruction du premier étage. Le second étage est détruit manuellement par l'officier de sécurité peu après. La brièveté du vol ne permet pas d'obtenir des informations utiles concernant l'effet pogo, mais l'enquête permet d'identifier la cause de l'accident : la corrosion d'une vanne de carburant, qui a provoqué une fuite de propergol, lequel a pris feu au contact des pièces chaudes du moteur.
Le vol d'essai suivant concerne le missile N-22, lancé d'un silo le 20 juin à partir de la base aérienne Vandenberg. Une fois encore, le second étage perd de la poussée en raison d'une diminution dans l'alimentation du générateur de gaz. Le BSD (Ballistic Systems Division) décide alors de suspendre les futurs vols. Sur les 20 tirs de Titan réalisés à ce stade, sept auraient dû être interrompus si des astronautes avaient été présents. Par ailleurs, la priorité étant donnée au programme ICBM, les recherches sur la suppression de l'effet pogo durent être ajournées.
Toutefois, seul le missile N-11 avait subi une défaillance due à l'effet pogo et le problème de l'instabilité de combustion s'était posé durant les tirs statiques, non pendant les vols réels. Tous les échecs du Titan II, à l'exception du N-11, trouvaient leur origine dans une diminution de l'alimentation du générateur de gaz, dans des ruptures de tuyauterie ou dans des soudures défectueuses. Le problème semblait être lié à la société Aerojet, et une visite de contrôle effectuée par les dirigeants de MSC dans leur usine de Sacramento (Californie) au mois de juillet permit de constater que les procédures de manipulation et de fabrication étaient réalisées avec une grande négligence. Un effort systématique pour améliorer la qualité des moteurs LR-87 fut mis en œuvre, avec une modification importante de certains composants afin d'améliorer leur fiabilité ainsi que pour mettre fin aux difficultés dues au générateur de gaz.

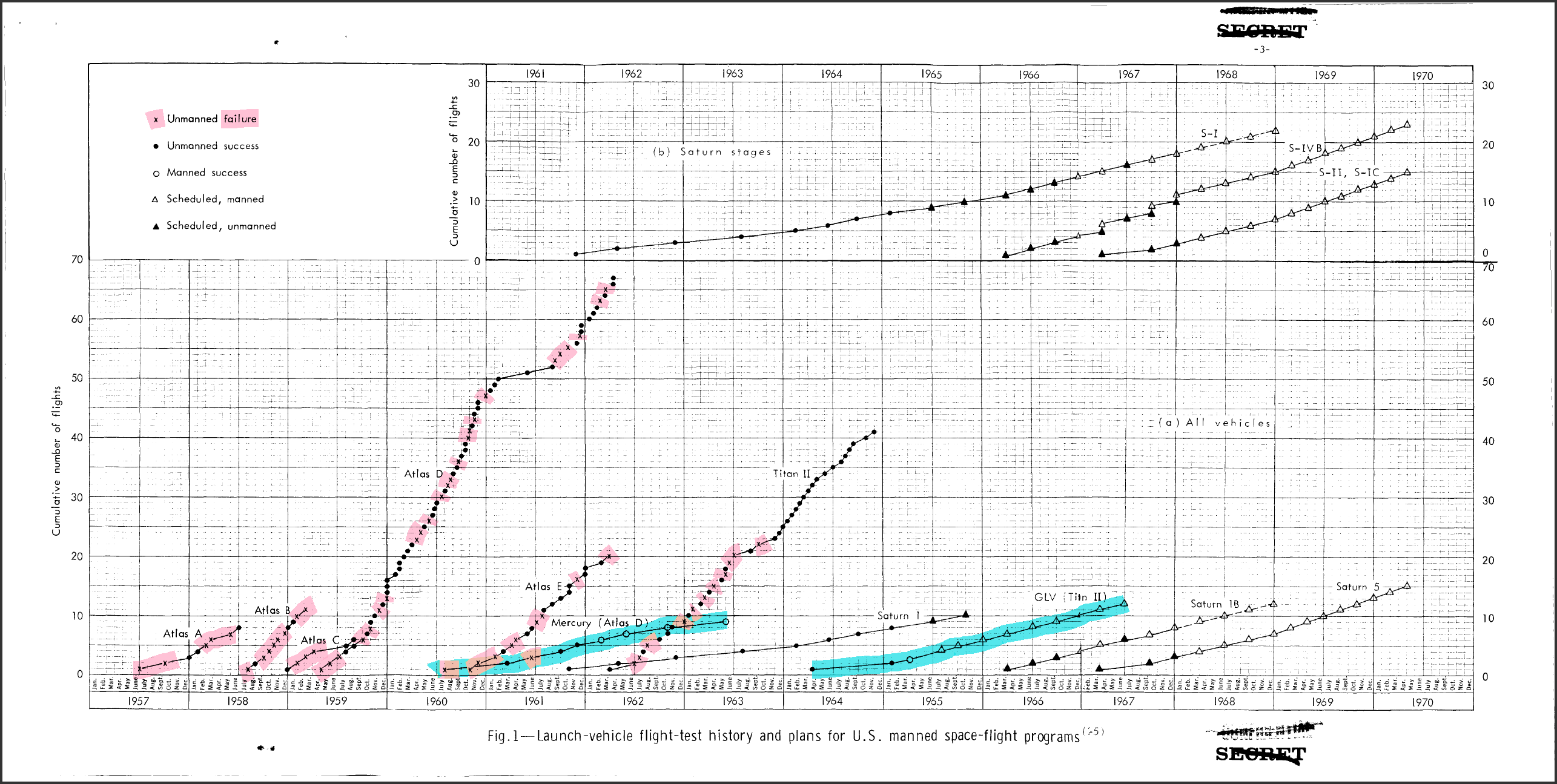
Graphique de 1965, montrant les lancements du Titan II (milieu), avec les échecs représentés par mois (surligné en rose) ainsi que les statistiques concernant le missile Atlas SM-65 Atlas et l'utilisation du Titan par la NASA pour les projets Mercury et Gemini (bleu). L'évolution et les prévisions de Apollo-Saturn apparaissent également.

## Accidents
Le 9 août 1965, 53 personnes trouvent la mort en raison d'une perte d'oxygène provoquée par un incendie, lui-même conséquence de la coupure d'une canalisation hydraulique à haute pression par un chalumeau oxyacétylénique. L'accident se produit dans le silo 373-4 situé à proximité de Searcy, Arkansas. La plupart des victimes sont des civils effectuant des travaux de maintenance. Le feu se déclenche quand le couvercle du silo, d'un poids de 750 tonnes, est fermé ; ceci contribue à réduire le niveau d'oxygène dont peuvent disposer les hommes ayant survécu à l'incendie initial. Il y a deux survivants, souffrant tous les deux de blessures provoquées par le feu et la fumée. Le missile n'est pas endommagé.
Le 23 juin 1975, un des deux moteurs ne s'allume pas à l'occasion d'un lancement effectué à partir du silo 395C, sur la base de aérienne de Vandenberg en Californie. Ce tir avait été organisé dans le cadre du programme de missile anti balistique, en présence d'officiers généraux et de parlementaires. Le Titan subit des défaillances structurelles sévères, avec l'apparition de fuites dans les deux réservoirs et l'accumulation des propergols au fond du silo. Un grand nombre de cocontractants civils est évacué du bunker de commande.
Le 24 août 1978, le sergent-chef Robert Thomas, de l'armée de l'air, est tué à proximité de Rock, Kansas, quand un missile perd ses propergols dans son silo. Un autre militaire, le caporal Erby Hepstall, décède plus tard en raison de blessures aux poumons subies pendant l'accident.
Le 19 septembre 1980, un grave accident se produit lorsqu'une clé à douille tombe d'une plateforme et perfore le réservoir de carburant du premier étage du missile, causant une fuite majeure. En raison de la nature hypergolique des propergols, le missile entier explose quelques heures plus tard, entraînant la mort du caporal-chef David Livingston et détruisant le silo (374-7, à proximité de Damascus, Arkansas). Il s'agissait du même missile, remis en état et déplacé, que celui qui se trouvait dans le silo 373-4 durant le tragique incendie du 9 août 1965. L'ogive n'explose pas, grâce à ses dispositifs de sécurité. Un téléfilm, Désastre à la centrale 7, est consacré à l'évènement en 1988 et un documentaire, Command and Control, est réalisé en 2016.

## Mise en service
Le Titan II est en service de 1963 à 1987. À l'origine, 63 missiles Titan II sont affectés au Strategic Air Command. 9 d'entre eux sont utilisés sur la base aérienne de Vandenberg, en Californie, pour la formation du personnel. 18 missiles sont disposés en alerte permanente autour de la base aérienne de Davis-Monthan, près de Tucson en Arizona. Les missiles restants sont déployés sur les bases aériennes de Little Rock (Arkansas) et Wichita (Kansas).

## Retrait
Il était prévu de retirer le Titan II après seulement 5 à 7 ans de service, mais il est demeuré en service beaucoup plus longtemps que ce que ce qui était envisagé à l'origine. Une idée répandue à tort est que les Titan II furent mis hors service en application d'un traité de désarmement. En réalité leur désarmement fut la conséquence d'un programme de modernisation. En raison de la volatilité des propergols et du vieillissement des joints d'étanchéité, il était à l'origine prévu que le retrait des missiles Titan II commence en 1971. Au milieu des années 1970, le système de guidage inertiel d'origine (fabriqué par AC Spark Plug) était devenu obsolète et les pièces détachées n'étaient plus disponibles. C'est pourquoi le système de guidage fut remplacé par un dispositif plus moderne, le Delco Universal Space Guidance System (USGS). Après la survenance de deux accidents, en 1978 et 1980, la désactivation du système Titan II commença finalement en juillet 1982. Le dernier missile Titan II, situé dans le silo 373-8 à proximité de Judsonia (Arkansas) fut désactivé le 5 mai 1987. Après enlèvement de leurs ogives, les missiles désactivés furent initialement stockés sur la base aérienne Davis-Monthan (Arizona) ainsi que sur l'ancienne base aérienne Norton (San Bernardino (Californie)), puis démantelés en 2006.
À la suite de la mise hors service des Titan II, un seul complexe de lancement, dépendant de la base aérienne Davis-Monthan, a échappé à la destruction. Il forme aujourd'hui le Titan Missile Museum et est ouvert au public à Sahuarita (Arizona). Le missile qui se trouve dans le silo est un vrai Titan II, mais celui-ci était un missile d'entraînement qui n'a jamais contenu ni comburant, ni carburant, ni ogive.
Nombre de missiles Titan II en service, par année :
- 1963 – 56
- 1964 – 59
- 1965 – 59
- 1966 – 60
- 1967 – 63
- 1968 – 59 (3 missiles désactivés sur la base aérienne de Vandenberg)
- 1969 – 60
- 1970 – 57 (3 missiles supplémentaires désactivés sur la base aérienne de Vandenberg).
- 1971 – 58
- 1972 – 57
- 1973 – 57
- 1974 – 57
- 1975 – 57
- 1976 – 58
- 1977 – 57
- 1978 – 57
- 1979 – 57
- 1980 – 56
- 1981 – 56 (Le président Ronald Reagan annonce le retrait du système d'arme Titan II)
- 1983 – 53
- 1984 – 43 (fermeture du site de la base aérienne Davis–Monthan)
- 1985 – 21
- 1986 – 9 (fermeture en 1987 du site de la base aérienne de Little Rock)

## Galerie

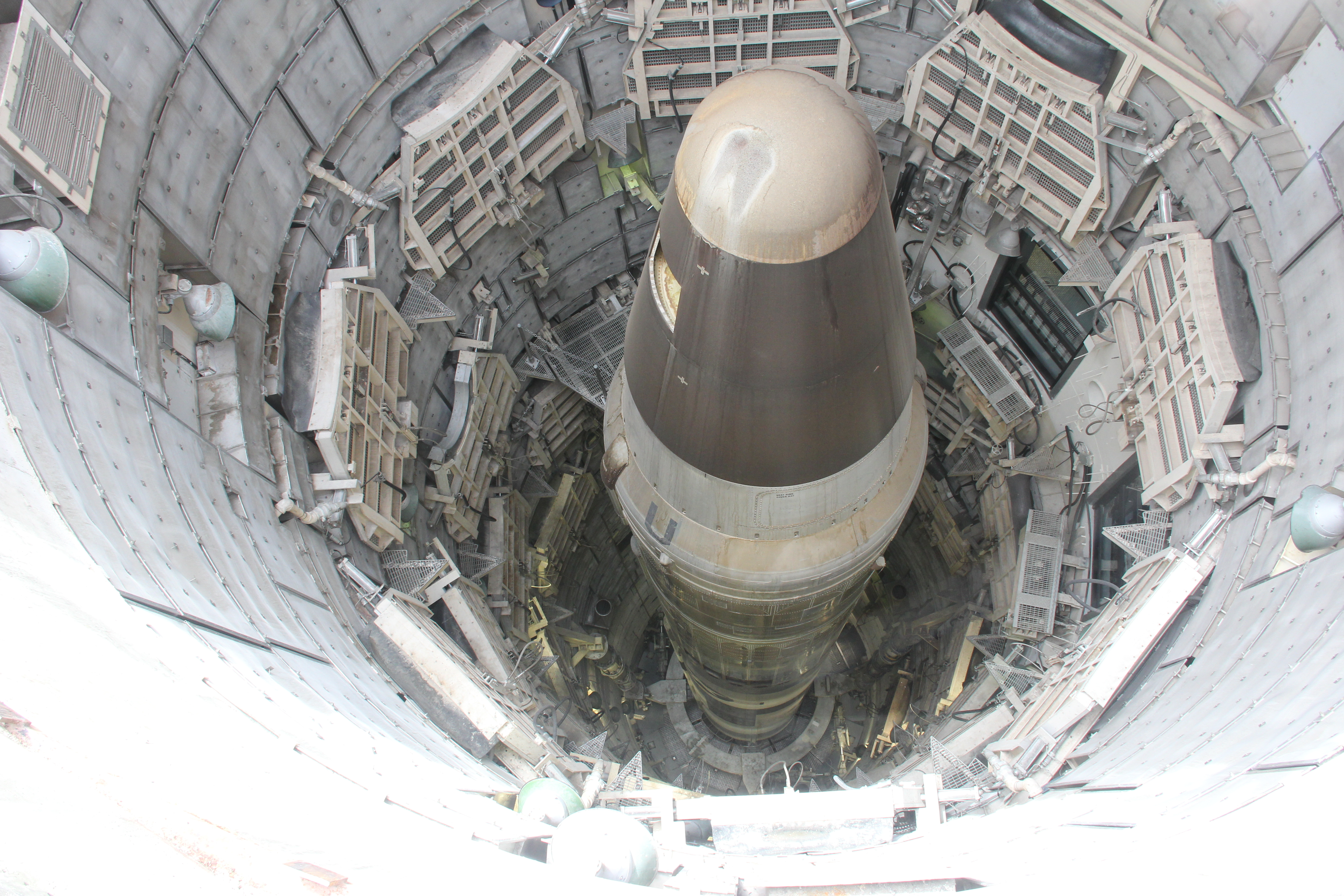
Un Titan II dans son silo au Titan Missile Museum à Green Valley en Arizona.
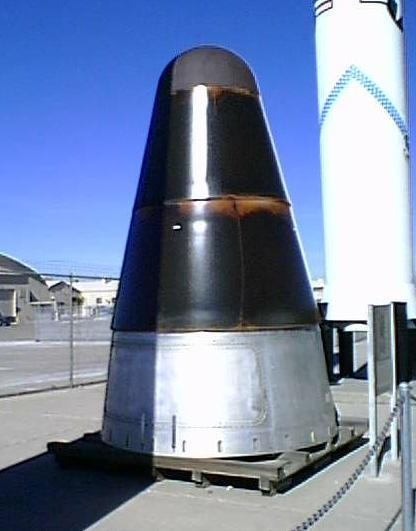
Adapté au missile Titan II, véhicule de rentrée Mark 6 servant à emporter une ogive nucléaire W53.
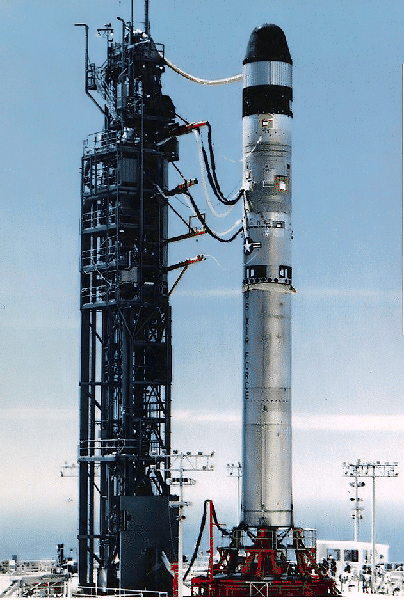
Lanceur Titan 23G (5 septembre 1988).